# Долкі (Підляське воєводство)
Долкі (пол. Dołki) — село в Польщі, у гміні Туроснь-Косьцельна Білостоцького повіту Підляського воєводства.
Населення — 64 особи (2011).
У 1975-1998 роках село належало до Білостоцького воєводства.

## Демографія
Демографічна структура станом на 31 березня 2011 року:
|          | Загалом | Допрацездатний вік | Працездатний вік | Постпрацездатний вік |
| -------- | ------- | ------------------ | ---------------- | -------------------- |
| Чоловіки | 34      | 8                  | 20               | 6                    |
| Жінки    | 30      | 8                  | 14               | 8                    |
| Разом    | 64      | 16                 | 34               | 14                   |